# Вікторувко
Вікторувко (пол. Wiktorówko, нім. Viktorsau) — село в Польщі, у гміні Лобжениця Пільського повіту Великопольського воєводства.
Населення — 461 особа (2011).
У 1975-1998 роках село належало до Пільського воєводства.

## Демографія
Демографічна структура станом на 31 березня 2011 року:
|          | Загалом | Допрацездатний вік | Працездатний вік | Постпрацездатний вік |
| -------- | ------- | ------------------ | ---------------- | -------------------- |
| Чоловіки | 234     | 72                 | 134              | 28                   |
| Жінки    | 227     | 63                 | 118              | 46                   |
| Разом    | 461     | 135                | 252              | 74                   |